# Robert Wangila
Robert Napunyi Wangila (Nairobi, Kenia, 3 de septiembre de 1966-Las Vegas, Estados Unidos, 24 de julio de 1994) fue un deportista olímpico keniata que compitió en boxeo, en la categoría de peso wélter y que consiguió la medalla de oro en los Juegos Olímpicos de Seúl 1988.

## Fallecimiento
Falleció a los 27 años de edad, el 24 de julio de 1994, a consecuencia de las heridas producidas durante un combate en Las Vegas que perdió por nocaut. Al acabar el combate y cuando se encontraba en los vestuarios, empezó a vomitar y a tener signos de mareo. Fue trasladado al hospital donde se le descubrió un coágulo en la parte derecha de la cabeza. Fue intervenido de urgencia pero falleció horas después..
Wangila se había convertido desde el cristianismo al islam mientras estaba en Estados Unidos, y en su testamento había pedido ser enterrado según los deseos de su esposa musulmana, Napunyi Wangila, con la que se había casado el 16 de mayo de 1992. El testamento fue impugnado por la familia de Wangila en Kenia, pero un juez falló del entierro musulmán.

## Palmarés internacional
| Juegos Olímpicos | Juegos Olímpicos     | Juegos Olímpicos | Juegos Olímpicos |
| Año              | Lugar                | Medalla          | Prueba           |
| ---------------- | -------------------- | ---------------- | ---------------- |
| 1988             | Seúl (Corea del Sur) | Medalla de oro   | Peso wélter      |